# Louise Drangel
Louise Drangel, född 1941, är en svensk historiker och forskare, aktiv vid Stockholms universitet. Hon disputerade till filosofie doktor 1976 med avhandlingen Den kämpande demokratin: en studie i antinazistisk opinionsrörelse 1935–1945.